# Kolonia Emska
Kolonia Emska – wieś w Polsce położona w województwie lubelskim, w powiecie zamojskim, w gminie Nielisz.
| SIMC    | Nazwa     | Rodzaj    |
| ------- | --------- | --------- |
| 0895480 | Zajezioro | część wsi |

Wieś powstała po roku 1945. W roku 1952 notowana jako Emska Kolonia. W wykazie nazw miejscowych z roku 1967 Kolonia Emska. W latach 1975–1998 miejscowość administracyjnie należała do województwa zamojskiego.
Wieś jest sołectwem w gminie Nielisz. Według Narodowego Spisu Powszechnego z roku 2011 wieś liczyła 92 mieszkańców.
Wierni Kościoła rzymskokatolickiego należą do parafii św. Jana Chrzciciela w Stawie Noakowskim.